# ルナ3号
ルナ3号（ロシア語：Луна-3、ラテン文字表記の例：Luna 3）は、ソビエト連邦（ソ連）の無人月探査機である。1959年10月4日に打上げられ、世界で初めて月裏側の様子を撮影した。

## 設計
探査機本体は両端が半球状となった長さ1.3 mの円筒形であった。円筒部分の直径は0.9 m、最大径（本体上部張出部分）は1.3 であった。質量は278.5 kgで、ルナ1号や2号より軽い。内部は0.23気圧に保たれ、搭載機器は与圧環境下に置かれた。また温度が25℃を超えるとカバーを開いて放熱板を露出させることで、内部温度調整を行った。電力は本体周りに貼付けられた太陽電池パネルで供給した。
ルナ3号最大の目的は月裏側を撮影することで、観測機器は「イェニセイ-2」と呼ばれる撮影システムを中心に構成された。この他に流星物質や宇宙線の検出器を積んでいた。姿勢制御は、スピン制御とガスジェットを使用した制御を切替えることが出来た。軌道修正のためのロケットエンジンは備えていなかった。

### イェニセイ-2
ルナ3号に搭載された「イェニセイ-2」と呼ばれる撮影システムは、フィルムカメラ・自動現像装置・スキャナより成り立っていた。
カメラは焦点距離200 mmF値5.6と、500 mm F9.5の2種類のレンズを使い分けることが出来た。200 mmレンズは月の全体像を撮影するのに適しており、500 mmレンズは一部地域のクローズアップに適していた。カメラは探査機本体に固体されたため、撮影方向を変えるために探査機全体の姿勢を制御する必要があった。センサーが月光を感知すると本体上端にあるカメラカバーが開き、自動で撮影を始める仕組みであった。
撮影結果は40フレームの35mmフィルムに記録され、撮影終了後に自動現像装置に送られた。現像後のフィルムは地上からの指令を受けてスキャナで読取られ、地球に電送された。

## 飛行

ルナ3号の飛行経路。地球の北極側へ向けて打ち上げられたルナ3号は、月の軌道面を北から南に横切った後、月を南極側からスイングバイし北極側に抜けた。その後地球に接近しながらデータを送信し、地球を北極側から南極側へスイングバイして、再び地球から離れていった。

1959年10月4日、ルナ3号はバイコヌール宇宙基地よりルナ8K72ロケットで打上げられ、直接月へ向かう軌道に投入された。しかしこの時点で、探査機が送信する信号の強さが予定に満たない上、内部が異常な高温となっていることが判明した。温度を抑えるために重要性の低い装置の電源が落とされたが、送信不調は解決出来なかった。
ルナ3号が地球から6 - 7万kmの距離に達した段階で、姿勢制御方式がスピン制御からジェットを使った制御に切り替えられた。
10月6日、ルナ3号は月の南極付近に最接近した。最接近時の月表面からの距離は6200 kmであった。この時点では月の自動撮影は始まらず、ルナ3号は月の引力で軌道を変えながら飛行を続けた。
10月7日、検出器が月の光を捉え、自動撮影システムが起動した。月からの距離は6万3500 kmであった。ルナ3号はその後40分で29枚の写真を撮影した。一連の撮影を終えたルナ3号は、姿勢制御の方式をスピン制御へ戻して飛行を続け、月を半周して地球へ再接近する軌道に乗った。
ルナ3号は地球へ向かいながらデータの送信を行った。送信機の不調にもかかわらず10月18日までに17枚分の不鮮明な画像データを転送することに成功した。
10月22日、地上とルナ3号との交信が失われ、計画は終了した。ルナ3号は軌道を制御されないまましばらく地球近傍を飛行していたが、1960年3 - 4月に大気圏に突入したと見られている（大気圏突入は1962年以降という説もある）。

## 成果

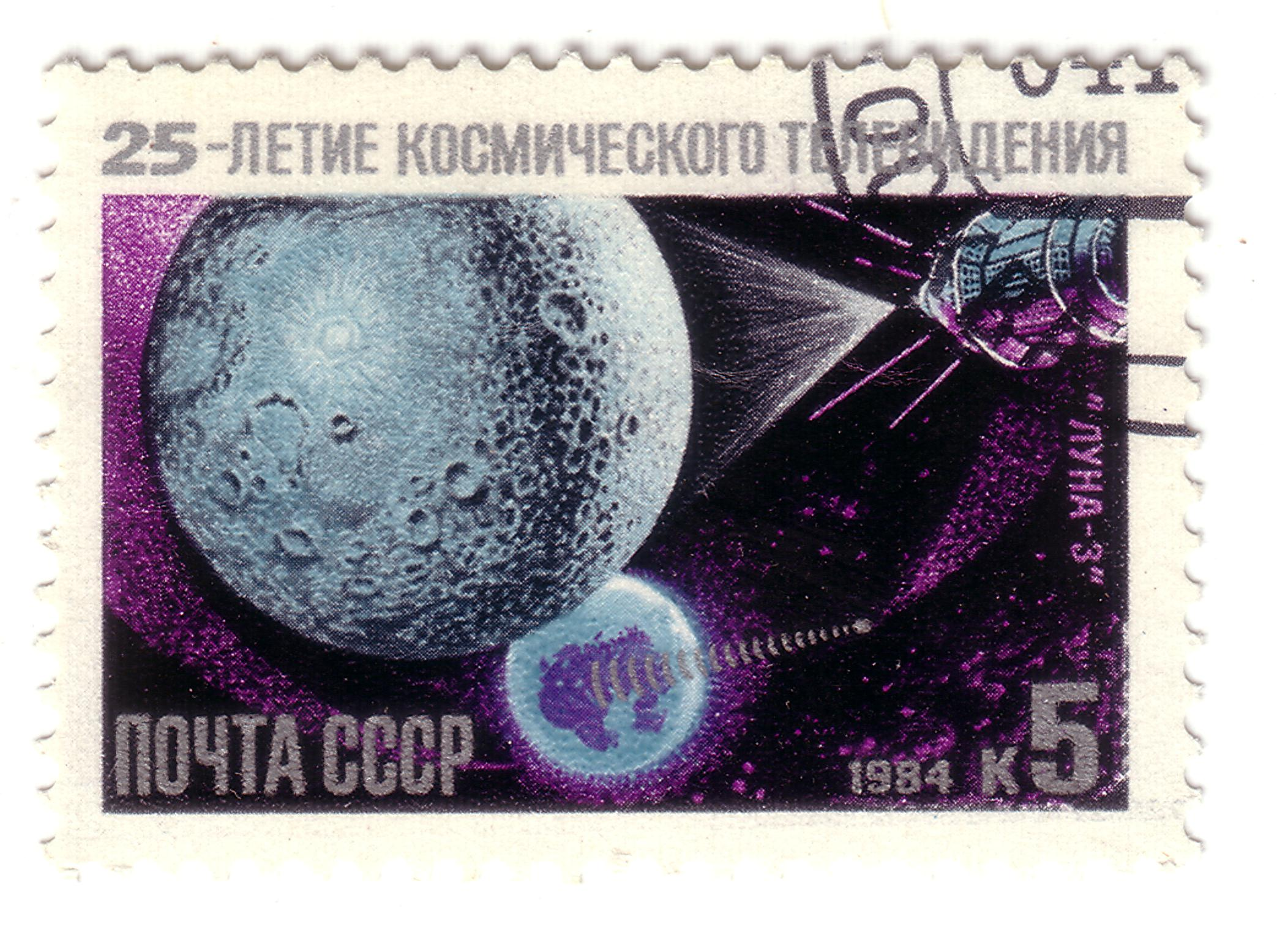
ルナ3号の切手

月は常に地球に同じ面を向けているため（自転と公転の同期）、地上からの観測では月裏側を見ることは不可能であり、その様子は長い間謎のままであった。ルナ3号最大の成果は、月裏側まで飛行し、世界で初めて月裏側の撮影に成功したことである。
受信された画像は不鮮明であったが、表側と異なり、裏側には暗い月の海が殆ど存在しないことが明らかとなった。判別出来た地形には名称が与えられ、モスクワの海などロシアに因む地名も誕生した。不鮮明な画像から無理をして地形を読取ったため、ソビエト山脈など後の探査で誤りが判明した地形もあった。